# Deeringia
Deeringia es un género de  fanerógamas pertenecientes a la familia Amaranthaceae. Comprende 19 especies descritas y de estas, solo 11 aceptadas.

## Descripción
Son hierbas o arbustos erectos escandentes con hojas alternas y ramas, hojas enteras. Flores  hermafroditas o unisexuales, en inflorescencia bracteadas axilar o terminal, con frecuencia paniculada en racimos o espigas, cada bráctea subtiende una sola flor, brácteas y bractéolas pequeñas, membranosas. El fruto es una baya carnosa de paredes delgadas. Semillas de color negro o marrón, comprimido, brillante.

## Taxonomía
El género fue descrito por Robert Brown y publicado en Prodromus Florae Novae Hollandiae 413. 1810. La especie tipo es Deeringia celosioides R. Br. 

## Especies aceptadas
A continuación se brinda un listado de las especies del género Deeringia aceptadas hasta septiembre de 2012, ordenadas alfabéticamente. Para cada una se indica el nombre binomial seguido del autor, abreviado según las convenciones y usos. 
- Deeringia amaranthoides (Lam.) Merr.
- Deeringia arborescens (R.Br.) Druce
- Deeringia densiflora Cavaco
- Deeringia holostachya Baker
- Deeringia humbertiana Cavaco
- Deeringia madagascariensis Cavaco
- Deeringia mirabilis (Eggli) Appleq. & D.B.Pratt
- Deeringia perrieriana Cavaco
- Deeringia polysperma (Roxb.) Moq.
- Deeringia spicata (Thouars) Schinz
- Deeringia tetragyna Roxb.